# Milan Křen
Milan Křen (ur. 29 maja 1965 w Uściu nad Orlicą) – czechosłowacki kolarz szosowy, srebrny medalista mistrzostw świata.

## Kariera
Największy sukces w karierze Milan Křen osiągnął w 1985 roku, kiedy wspólnie z Vladimírem Hrůzą, Michalem Klasą i Milanem Jurčo zdobył srebrny medal w drużynowej jeździe na czas na mistrzostwach świata w Giavera del Montello. Był to jednak jedyny medal wywalczony przez niego na międzynarodowej imprezie tej rangi. W tej samej konkurencji reprezentacja Czechosłowacji z Hrůzą w składzie zajęła też między innymi dziewiąte miejsce na rozgrywanych dwa lata później mistrzostwach świata w Villach i dziesiąte na mistrzostwach świata w Colorado Springs rok wcześniej. W 1988 roku wystartował na igrzyskach olimpijskich w Seulu, gdzie razem z kolegami z reprezentacji był ósmy w wyścigu drużynowym. Zdobył ponadto brązowy medal w drużynowej jeździe na czas podczas zawodów Przyjaźń-84.